# 1–21 Park Terrace

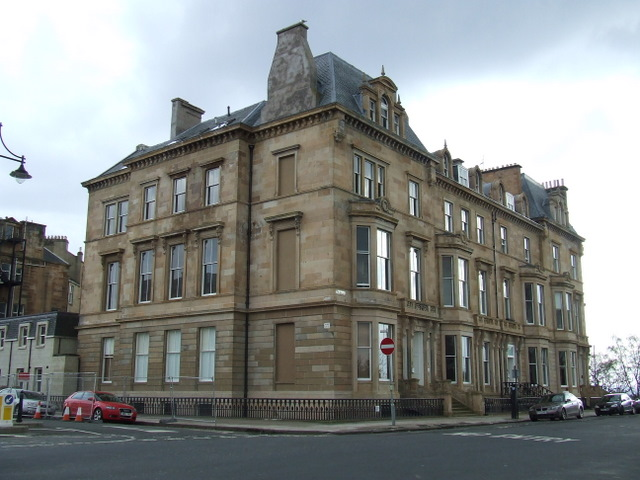
Nördlicher Abschluss des Ensembles 1–21 Park Terrace

Unter der Adresse 1–21 Park Terrace in der schottischen Stadt Glasgow befindet sich ein Ensemble von Wohngebäuden. 1970 wurde das Bauwerk als Einzeldenkmal in die schottischen Denkmallisten in der höchsten Denkmalkategorie A aufgenommen. Des Weiteren ist das Bauwerk Teil eines umfassenderen Denkmalensembles der Kategorie A.

## Geschichte
Die frühesten Entwürfe der Gebäudezeile reichte der schottische Architekt Charles Wilson im Mai 1853 ein. Es wurde eine Überarbeitung der Pläne in Auftrag gegeben, die im Mai 1854 abgeschlossen war. In den folgenden Jahren wurden die Entwürfe ausgeführt.
Der Innenraum von Haus Nummer 12 wurde um 1880 durch William Scott Morton, der von Haus Nummer 7 um 1900 John James Burnet überarbeitet. Im Jahre 1900 wurde an Haus Nummer 1 ein Billardsalon durch John Archibald Campbell ergänzt. Haus Nummer 3, das einst der Glasgower Oberbürgermeister James Bain bewohnte, wurde im Jahre 1990 restauriert.

## Beschreibung
Das dreistöckige Ensemble entlang der Park Terrace umfasst den südwestlichen Abschluss des Park Districts nordwestlich des Glasgower Stadtzentrums. Gegenüber liegt der Kelvingrove Park, an dessen Rand die Treppe an der Park Street verläuft. Die Neorenaissancegebäude sind im Stile der französischen Renaissance-Architektur ausgestaltet. Die abschließenden Häuser sind etwas höher und besitzen individuelle Dächer. Die Hauptfassaden sind jeweils zwei Achsen weit. Im Bereich des Erdgeschosses ist das Mauerwerk rustiziert. Die zweiflügligen Eingangstüren sind über kurze Vortreppen zugänglich. Sie sind mit flankierenden Seitenfenstern und schlichten Verdachungen auf ornamentierten Konsolen gestaltet. Die Konsolen der Fensterverdachungen im ersten Obergeschoss zeigen Löwenkopfornamente. Rechts treten abgekantete, zweistöckige Ausluchten hervor. Unterhalb der Fenster gliedern Fenstergesimse die Fassade. Die Fassade schließt mit einem Kranzgesimse. Die Dachgauben sind rundbogig. An den abschließenden Häusern sind sie aufwändiger mit venezianischen Fenstern gestaltet. Die Dächer sind mit Schiefer eingedeckt.